# Melitaea sultanensis
Melitaea sultanensis är en fjärilsart som beskrevs av Otto Staudinger 1886. Melitaea sultanensis ingår i släktet Melitaea och familjen praktfjärilar. Inga underarter finns listade i Catalogue of Life.